# Bad Schlema

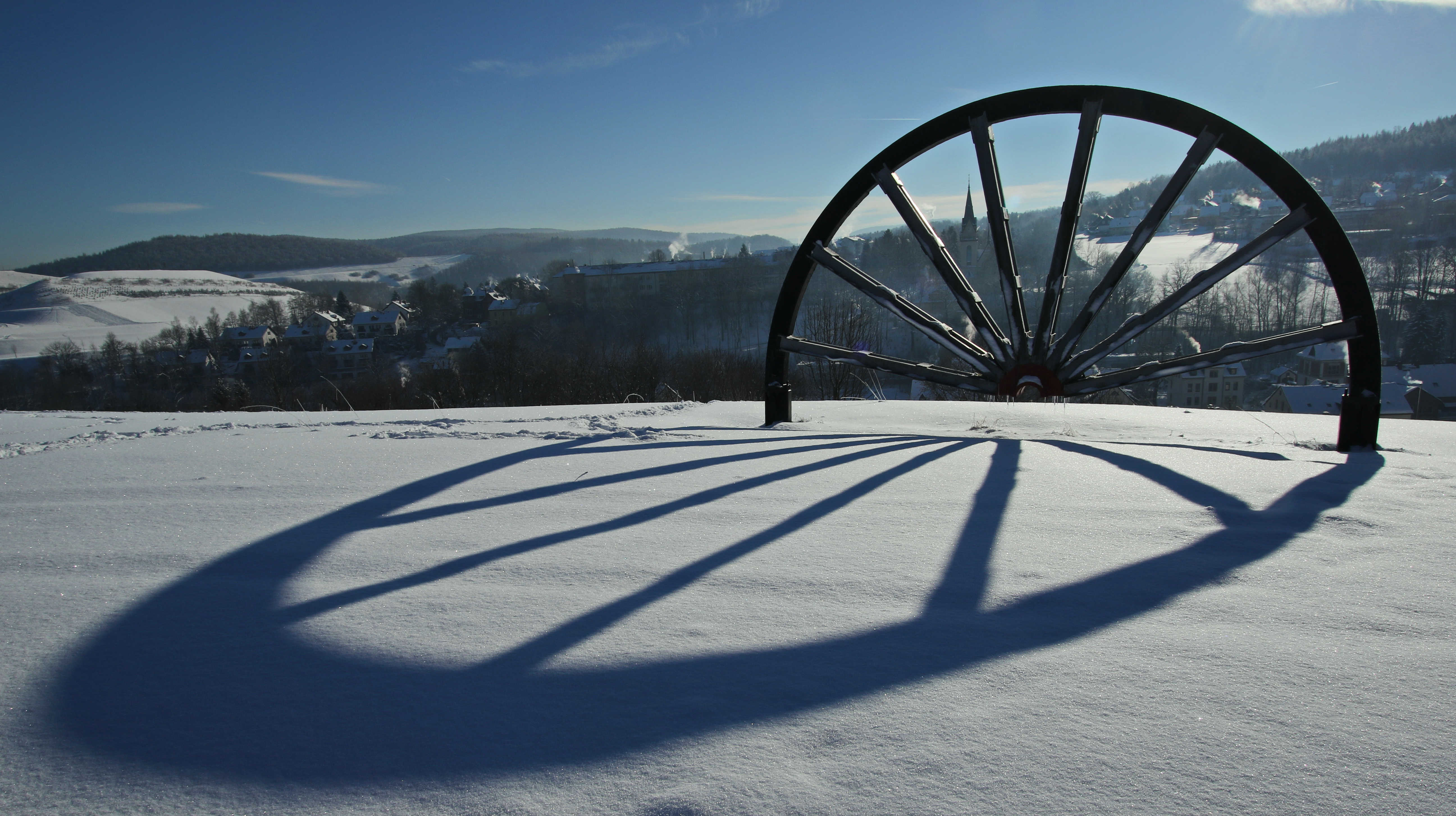
Paysage d'hiver à Bad Schlema. Janvier 2017.

Bad Schlema est une ancienne commune de Saxe (Allemagne), située dans l'arrondissement des Monts-Métallifères, dans le district de Chemnitz.

## Jumelage
- Rechberghausen (Allemagne)

## Personnalités
Frank Baumgartl (1955-2010), athlète médaillé olympique sur 3000 m steeple, né à Bad Schlema.